# 儀長城
儀長城（ぎちょうじょう）は、愛知県稲沢市にあった日本の城（平城）。

## 概要
片原一色城の城主である橋本氏が城主だった。儀長城は、片原一色城の支城であった。

## 歴史
慶長20年（1615年）一国一城令の際に矢合城、片原一色城と共に廃城となった。

## 現在の状況
現在は住宅や畑等に変わり、遺構は残っていない。正楽寺跡の石碑辺りが城跡である。

## 所在地
愛知県稲沢市儀長町元薬師